# Ostyor
 (avril 2016).
Ostyor (russe: Остёр) est un selo du district de Roslavlsky dans l'Oblast de Smolensk en Russie. En 2002, la population est 1,945 habitants.

## Histoire
En août 1941, 300 Juifs de Biélorussie arrivent dans la ville pour être contraints aux travaux forcés dans la production de tourbe. En septembre 1941, ils seront assassinés dans une exécution de masse perpétrée par un Einsatzgruppen.